# Xylocopa tabaniformis

Xylocopa tabaniformis, é uma espécie de abelha carpinteira da família Apidae. É encontrado na América Central, América do Norte e América do Sul.

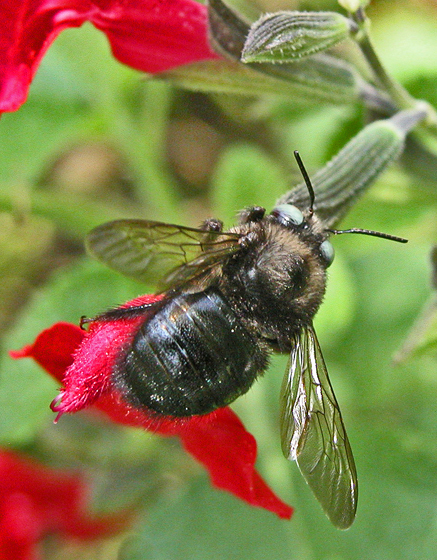
Horsefly-like carpenter bee, Xylocopa tabaniformis

## Subespécies
Estas 10 subespécies pertencem à espécie Xylocopa tabaniformis:
- Xylocopa tabaniformis androleuca Michener, 1940 i c g b
- Xylocopa tabaniformis azteca Cresson, 1878 i c g
- Xylocopa tabaniformis illota Cockerell, 1919 i c g
- Xylocopa tabaniformis melanosoma O'Brien & Hurd, 1963 i c g
- Xylocopa tabaniformis melanura Cockerell, 1918 i c g
- Xylocopa tabaniformis orpifex Smith, 1874 i c g b
- Xylocopa tabaniformis pallidiventris O'Brien & Hurd, 1965 i c g
- Xylocopa tabaniformis parkinsoniae Cockerell, 1917 i c g b
- Xylocopa tabaniformis sylvicola O'Brien & Hurd, 1965 i c g
- Xylocopa tabaniformis tabaniformis Smith, 1854 i c g

Data sources: i = ITIS, c = Catalogue of Life, g = GBIF, b = Bugguide.net

## Recomendação de leitura
- Arnett, Ross H. Jr. (2000). American Insects: A Handbook of the Insects of America North of Mexico 2nd ed. [S.l.]: CRC Press. ISBN 0-8493-0212-9
- Eardley, C.D. (1987). Catalogue of Apoidea (Hymenoptera) in Africa south of the Sahara, Part 1, The genus Xylocopa Latreille (Anthophoridae). Col: Entomology Memoir, 70. [S.l.: s.n.] ISBN 0 621 10777 8
- Krombein, Karl V.; Hurd Jr., Paul D. Jr.; Smith, David R.; Burks, B.D., eds. (1979). «Catalog of Hymenoptera in America North of Mexico». Smithsonian Institution Press. Consultado em 5 de maio de 2018